# اندیس تختان
تختان یک اندیس غیرفلزی است که در حوالی شهر کبیرکوه استان ایلام قرار دارد و مادهٔ معدنی موجود در آن، سلستین است.سنگ میزبان این اندیس آهک است  